# Rosopaella praeda
Rosopaella praeda är en insektsart som beskrevs av Webb 1983. Rosopaella praeda ingår i släktet Rosopaella och familjen dvärgstritar. Inga underarter finns listade i Catalogue of Life.